# Jungermannia hawaiica
Jungermannia hawaiica là một loài rêu tản trong họ Jungermanniaceae. Loài này được (H.A. Mill.) Váňa miêu tả khoa học lần đầu tiên năm 1975.